# Sertefarkú sarlósfecske
A sertefarkú sarlósfecske (Hirundapus caudacutus) a madarak osztályának sarlósfecske-alakúak (Apodiformes) rendjébe és a sarlósfecskefélék (Apodidae) családjába tartozó faj.

## Rendszerezése
A fajt John Latham angol ornitológus írta le 1802-ben, a Hirundo nembe Hirundo caudacuta néven.

## Alfajai
- Hirundapus caudacutus caudacutus (Latham, 1802)
- Hirundapus caudacutus nudipes (Hodgson, 1837)[2]

## Előfordulása
Ázsia középső és keleti részén költ, telelni délre vonul és eljut Ausztráliába és Új-Zélandra is. Kóborló példányai előfordulnak Európában. Természetes élőhelyei a mérsékelt övi erdő és cserjések,  szubtrópusi és trópusi síkvidéki és hegyi esőerdők.

## Megjelenése
Testhossza 19–20 centiméter, testtömege 100–140 gramm, szárnyfesztávolsága 50–54 centiméter. Tollazata barna, torka és hasaalja fehér. Hegyes, hosszú sarló alakú szárnyai vannak.

## Életmódja
Élete nagy részét a levegőben tölti, táplálékát is repülő rovarok teszik ki.
|  |

## Szaporodása
Faodúba, vagy sziklaüregbe rakja fészkét. Költési időszaka májustól augusztusig tart.

## Természetvédelmi helyzete
Az elterjedési területe rendkívül nagy, egyedszáma pedig stabil. A Természetvédelmi Világszövetség Vörös listáján nem fenyegetett fajként szerepel. Az Európai Közösségben természetvédelmi szempontból jelentős fajként van nyilvántartva.

## Érdekesség
A sertefarkú sarlósfecske a világon a leggyorsabb mért sebességű madár. Repülési sebessége elérte a 171 km/h-t.

## Külső hivatkozások
- Képek az interneten a fajról
- Xeno-canto.org - a faj hangja és elterjedési területe